# إيرول لويد
إيرول لويد (بالإنجليزية: Errol Lloyd)‏ هو فنان جامايكي، ولد في 1943 في لوسيا، جامايكا في جامايكا.